# Hogna maheana
Hogna maheana är en spindelart som beskrevs av Roewer 1959. Hogna maheana ingår i släktet Hogna och familjen vargspindlar.
Artens utbredningsområde är Seychellerna. Inga underarter finns listade i Catalogue of Life.